# Rama X
Pour les articles homonymes, voir Rama.
Vajiralongkorn (en thaï : วชิราลงกรณ /wat͡ɕʰíraːloŋkɔːn/ ou RTGS : Vachiralongkon), né le 28 juillet 1952 à Bangkok, est roi de Thaïlande, sous le nom de Rama X, depuis le 1er décembre 2016.
Membre de la dynastie Chakri, qui règne depuis 1782, il est le seul fils parmi les quatre enfants du roi Bhumibol Adulyadej (Rama IX), mort après 70 ans de règne. À 64 ans, Vajiralongkorn est le plus vieux souverain de la dynastie Chakri à accéder au trône.

## Jeunesse et éducation
Vajiralongkorn est né au Hall résidentiel « Amphorn Sathan » à Bangkok en 1952. Il est le fils aîné du roi Bhumibol Adulyadej, qui règne sous le nom de Rama IX, et de la reine Sirikit Kitiyakara. À sa naissance, son père occupe le trône de Thaïlande depuis six ans.
Il effectue sa scolarité primaire dans sa ville natale avant de poursuivre ses études secondaires dans une école privée britannique, Millfield School dans le Somerset, puis dans une université de Sydney.
En 1972, alors qu'il a 20 ans, son père le désigne comme l'héritier du trône.
Il reçoit par la suite une formation militaire au collège militaire royal de Duntroon à Canberra, puis fait des études artistiques à Bangkok et est diplômé.

## Famille et vie privée
En janvier 1977, le prince épouse la princesse Soamsavali Kitiyakara, une cousine germaine du côté de sa mère, la reine Sirikit. Ce mariage est toutefois malheureux et les deux époux se séparent rapidement mais refusent de divorcer. Le couple a une fille, qui porte le prédicat d'altesse royale : la princesse Bajrakitiyabha Mahidol (née en 1978).
Vajiralongkorn vit alors maritalement avec une actrice, Yuvadhida Polpraserth, qui lui donne cinq enfants, princes et princesses portant le prédicat d'altesse sérénissime :
1. Juthawachara Mahidol (né en 1979) ;
2. Vacharaesorn Mahidol (né en 1981) ;
3. Chakriwat Mahidol (né en 1983) ;
4. Vatcharawee Mahidol (né en 1985) ;
5. Busya Nambejra Mahidol, rebaptisée Chakkrityabha Mahidol puis Sirivannavari Mahidol, titrée princesse Sirivannavari Nariratana (née en 1987).

En 1991, le prince divorce finalement de sa première épouse et se remarie avec Yuvadhida, un acte désapprouvé par la reine. Mais de nouveau, l'union est un échec et les époux s'entendent mal. En 1996, la princesse s'enfuit au Royaume-Uni avec trois de ses enfants, ce qui permet au prince de l'accuser d'adultère avec un maréchal de l'air. Après cet incident, il obtient le divorce et récupère ses enfants.
En 2001, à 49 ans, Vajiralongkorn épouse en troisièmes noces Srirasmi Akharaphongpreecha. Toutefois, ce mariage reste secret jusqu'à la naissance de leur enfant qui jouit du prédicat d'altesse royale : le prince Dipangkorn Rasmijoti (né en 2005), premier dans l'ordre de succession.
En décembre 2014, le prince divorce de sa troisième épouse.
Le 1er mai 2019, soit 3 jours avant son couronnement, il épouse en quatrièmes noces Suthida Tidjai (née le 3 juin 1978) qu'il fréquentait depuis plusieurs années, ancienne hôtesse de l'air affectée par la suite au service de protection du souverain et qu'il avait lui-même nommée générale entre-temps,. Celle-ci devient alors la nouvelle reine consort de Thaïlande.
Le 28 juillet 2019, il épouse en cinquième noces Sineenat Bilaskalayani (née roturière Niramon Aunprom le 28 janvier 1985). Elle devient Chao Khun Phra, soit « noble consort royale » (aussi traduit par « noble concubine »), une coutume de polygamie qui avait disparu à la cour royale depuis 1921 avec le roi Rama VI. Cependant, le 21 octobre 2019, Vajiralongkorn répudie celle-ci, officiellement accusée de « déloyauté envers le roi », selon un communiqué royal, et d'avoir « agi contre la position de la reine » Suthida « en vue de servir ses propres ambitions ». Elle est alors déchue de son rang de concubine officielle et perd l'ensemble de ses titres militaires et toutes ses décorations,. Celle-ci passe neuf mois en prison et est libérée le 28 août 2020. Elle retrouve alors sa position de concubine auprès du roi, et par la même occasion ses titres de noblesse et militaires.
Avec une fortune personnelle de 66 milliards de dollars, Rama X est le monarque le plus riche du monde.

## Carrière militaire
Vajiralongkorn effectue une carrière dans l'armée thaïlandaise. Il devient pilote de chasse ainsi que d'hélicoptère et participe à de nombreuses manœuvres militaires. Il sert aussi épisodiquement dans les armées de l'air américaine, britannique et australienne.

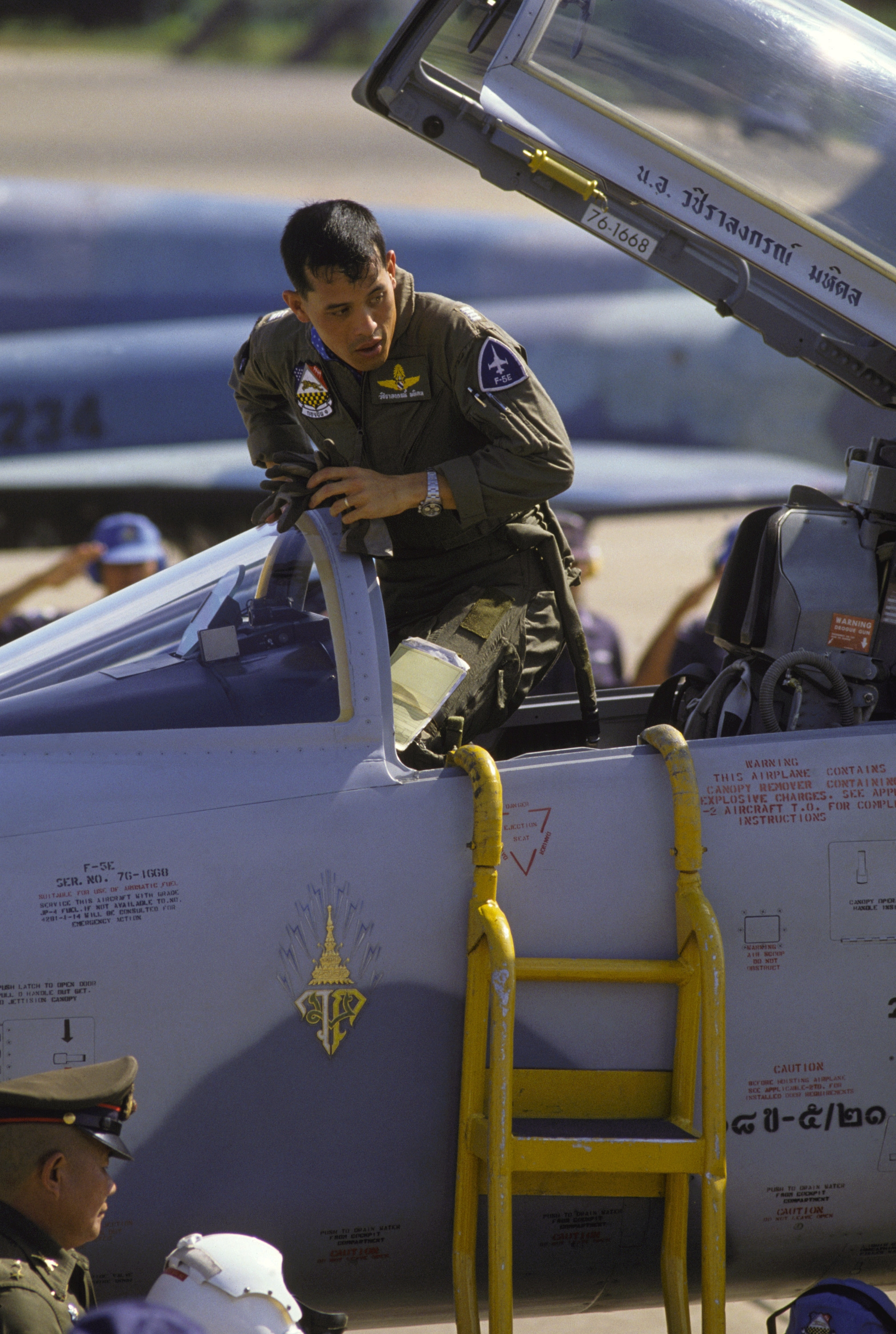
Vajiralongkorn dans un Northrop F-5 Freedom Fighter de la Force aérienne royale thaïlandaise, en 1985.

Il connaît même son baptême du feu lors de quelques combats dans le nord du pays et à la frontière cambodgienne contre les forces des Khmers rouges.
Dans le même temps, Vajiralongkorn est admis au grade de général dans l'armée de l'air puis prend le commandement du régiment des gardes du corps de son père.
En 1978, il interrompt sa carrière militaire afin de devenir moine bouddhiste le temps d'une saison.
Il est par la suite nommé général de l'armée royale et amiral de la flotte thaïlandaise.

## Rôle politique croissant

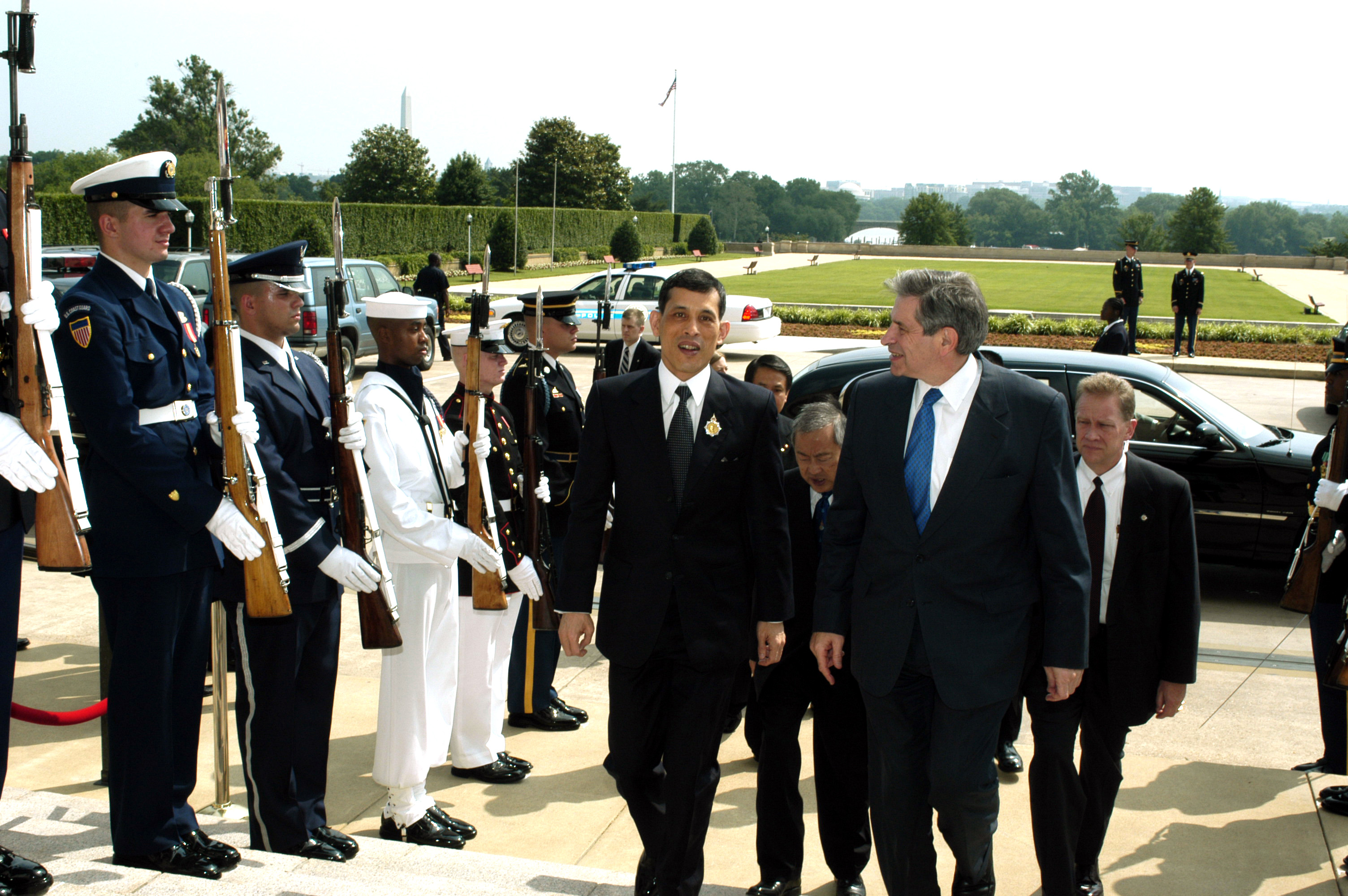
Le prince Vajiralongkorn avec Paul Wolfowitz, secrétaire adjoint de la Défense des États-Unis, au Pentagone, 2003.

Au début des années 2000, le prince héritier est proche du Premier ministre Thaksin Shinawatra,, avec lequel il a été accusé d'entretenir des liens financiers. Thaksin est finalement renversé par le coup d'État de septembre 2006, mais ces accointances rendent le prince suspect aux yeux des militaires et déplaisent fortement aux Chemises jaunes royalistes.
Dans la deuxième moitié de la décennie, le prince Vajiralongkorn occupe une place officielle de plus en plus importante du fait de la vieillesse de son père.
Il remplace ainsi fréquemment son père lors de visites et cérémonies officielles. Il inaugure à sa place les Jeux d'Asie du Sud-Est de 2007 à Nakhon Ratchasima. Le 21 janvier 2008, il préside la cérémonie d'ouverture du nouveau Parlement. En décembre de la même année, il prononce pour la première fois avec sa sœur Maha Chakri Sirindhorn le traditionnel discours pour l'anniversaire du roi, indisponible pour cause de maladie. Le prince se fait discret au début des années 2010 mais le déclin de l'état de santé de son père le contraint à des apparitions un peu plus fréquentes.
En décembre 2014, il se sépare officiellement de sa troisième épouse, la princesse Srirasmi, dont plusieurs parents seraient impliqués dans une grave affaire de corruption. Les suspects seraient emprisonnés pour crime de lèse-majesté. Le contexte de ce divorce est cependant mal connu du fait de la censure exercée par la junte militaire au pouvoir depuis le coup d’État de mai 2014.

## Controverses et impopularité

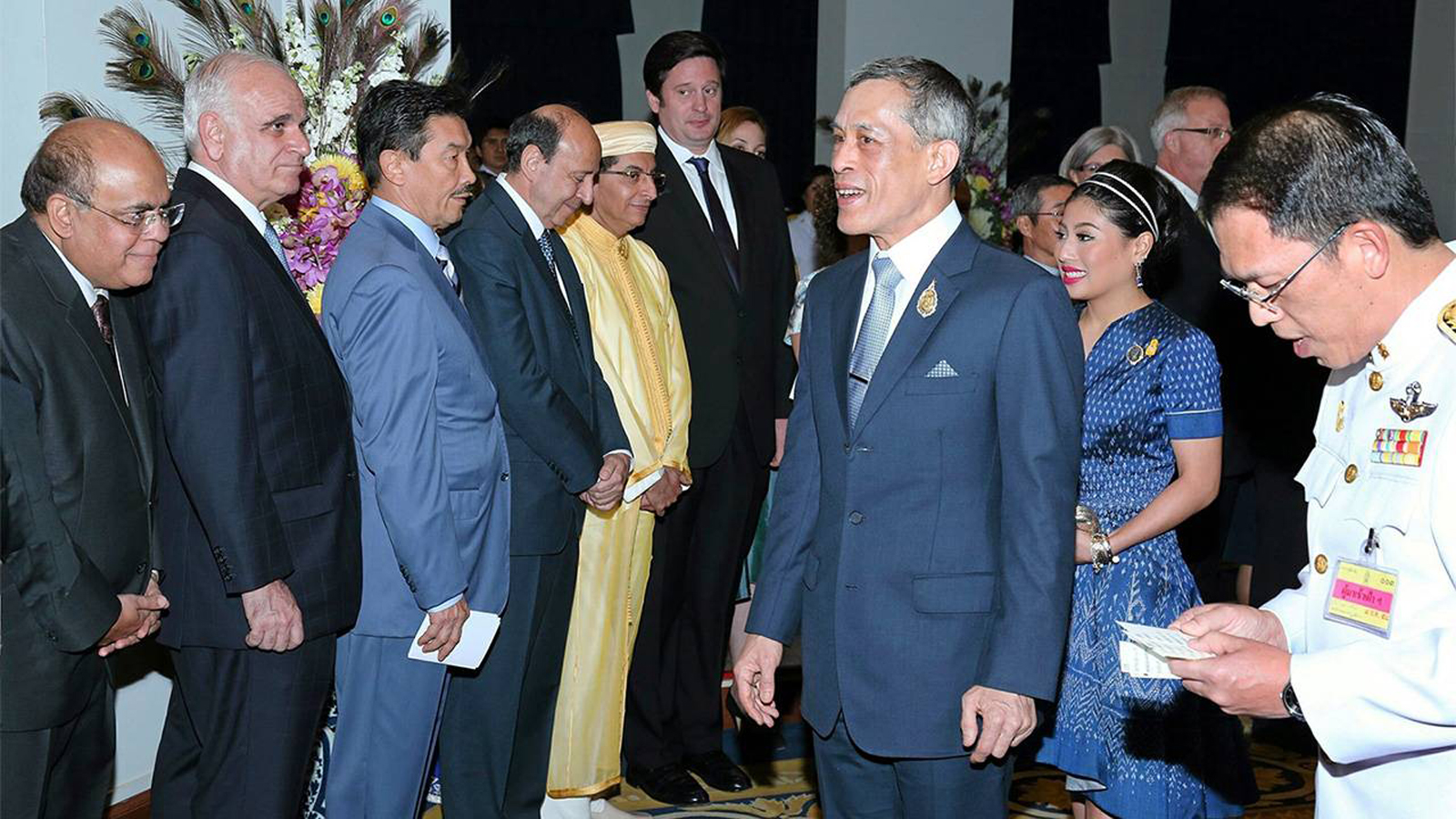
Vajiralongkorn en 2015.

Le prince fait aussi l'objet de nombreuses attaques de la part d'opposants au régime, dont certains ont été condamnés pour crime de lèse-majesté. L'écrivain australien Harry Nicolaides (en) est ainsi condamné en janvier 2009 à trois ans de prison pour s'être inspiré d'un épisode controversé de la vie du prince dans l'un de ses romans. Ses opposants se comptent également dans les rangs des royalistes conservateurs, qui espèrent que Rama IX n'en fasse pas son héritier.
En juillet 2007, de nombreuses rumeurs infondées annoncent la mort du prince héritier, qui souffrirait d'une grave maladie. Ces bruits, bien qu'erronés, créent une polémique concernant l'opacité qui entoure les membres de la famille royale.
La popularité du prince est bien moins importante que celle des autres membres de la famille royale. Réputé pour ses mariages ratés, mais également pour sa boulimie sexuelle et ses nombreuses maîtresses, pour son excentricité (il a nommé chef d’état-major de l’Armée de l’air son chien Fufu) ou encore son instabilité et ses humeurs colériques, il incarne pour ses détracteurs un manque total de vertu bouddhique, incompatible avec la fonction royale, protectrice de la religion majoritaire du pays.
Son manque d’engagement envers son pays est également pointé du doigt. Pendant de longues années Vajiralongkorn séjourne en effet en Allemagne et semble se désintéresser des affaires publiques, comme le révèle Wikileaks en 2010,. Nombre de Thaïlandais ne souhaitent pas le voir accéder au trône, lui préférant sa sœur cadette la princesse Sirindhorn,.

## Roi de Thaïlande

### Mort de Rama IX, régence et accession au trône

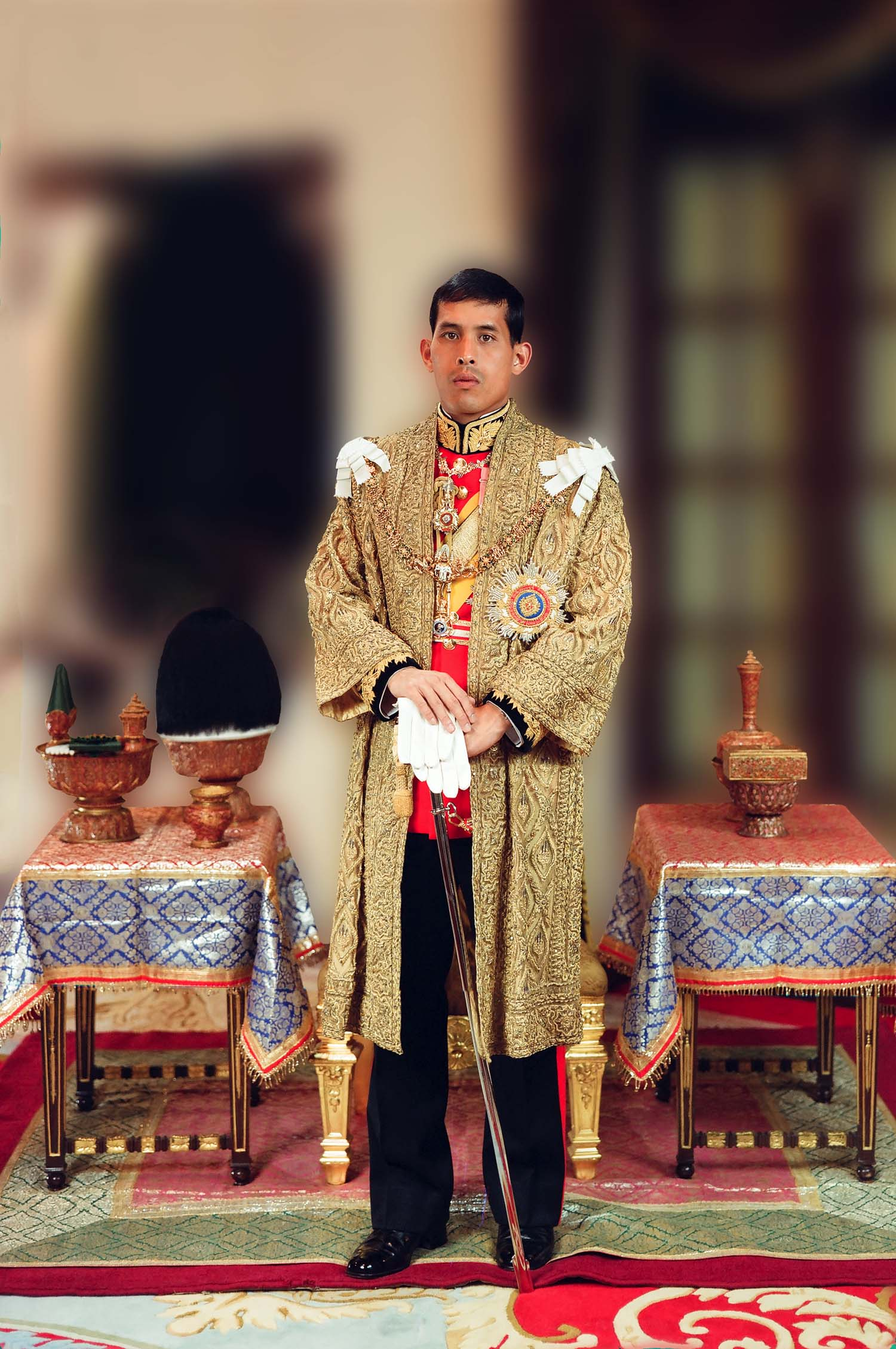
Portrait du roi Rama X en 2017.

Le 13 octobre 2016, son père le roi Rama IX meurt à l'âge de 88 ans après une longue maladie et un règne de plus de 70 ans. Le Premier ministre et chef de la junte, Prayut Chan-o-cha, annonce que son gouvernement « procédera à la succession » en faveur du prince héritier et un deuil d'un an est proclamé, mais, fait inédit, le prince Vajiralongkorn demande du temps pour prendre son deuil et se décider à accéder au trône. En attendant sa décision, le général Prem Tinsulanonda, président du conseil privé du roi, assume la régence. Finalement, il est annoncé de source militaire que le prince héritier deviendra roi le 1er décembre 2016.
Le 29 novembre 2016 commence le processus parlementaire au cours duquel l'Assemblée nationale législative invite le prince héritier à monter sur le trône. Selon la procédure en vigueur, ce dernier devra faire savoir s’il accepte cet appel, avant d’être proclamé souverain. Maha Vajiralongkorn est finalement proclamé roi sous le nom dynastique de Rama X le 1er décembre 2016. Son couronnement, initialement prévu pour mars 2018, est finalement repoussé à une date indéterminée. Durant la période de transition, il montre peu d'enthousiasme à assumer cette tâche, passant plus de temps dans sa propriété allemande, achetée dix millions d'euros le long du lac de Starnberg.

### Autoritarisme et couronnement
En juin 2017, une centaine de personnes sont incarcérées pour « lèse-majesté », y compris un adolescent de 14 ans. Un homme est condamné à 35 ans de prison pour des critiques exprimées contre le roi sur Facebook. Deux militants républicains réfugiés au Laos sont assassinés en février 2019.

Il fait en sorte de renforcer son autorité en restructurant des unités clés de l’armée et plaçant les richesses de la monarchie sous son contrôle direct.

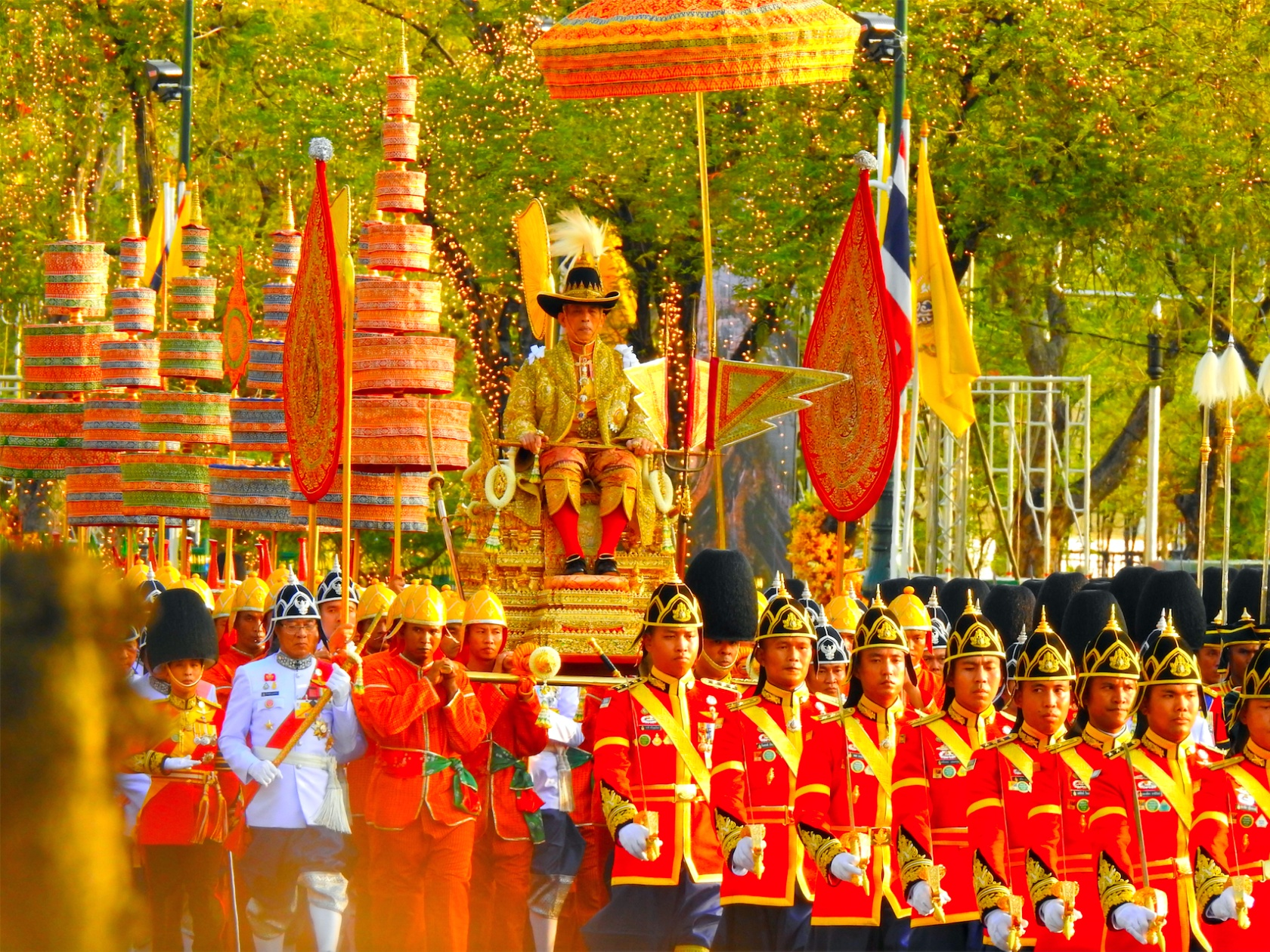
Couronnement du roi Rama X début mai 2019 (B.E. 2562).

Son couronnement a lieu le 4 mai 2019 au cours de cérémonies qui se prolongent pendant trois jours,,.
Le 3 août 2019, les cinq membres du groupe de musique contestataire Faiyen (en) arrivent à l'aéroport Roissy-Charles-de-Gaulle en provenance du Laos. Inquiets de la possible répression policière qu'ils pourraient subir s'ils revenaient en Thaïlande, ils demandent l'asile politique à la France. Depuis le coup d’État militaire de mai 2014 et l'avènement de Rama X qui utilise à discrétion le prétexte de crime de lèse-majesté, de nombreux dissidents politiques ont été emprisonnés ou ont fui le pays.

### Pandémie de Covid-19
Pendant la pandémie de Covid-19, il suscite la polémique en partant se confiner durant plusieurs semaines dans un hôtel de luxe à Garmisch-Partenkirchen, en Allemagne, avec un harem personnel d'une vingtaine de jeunes femmes,,,.

### Manifestations de 2020

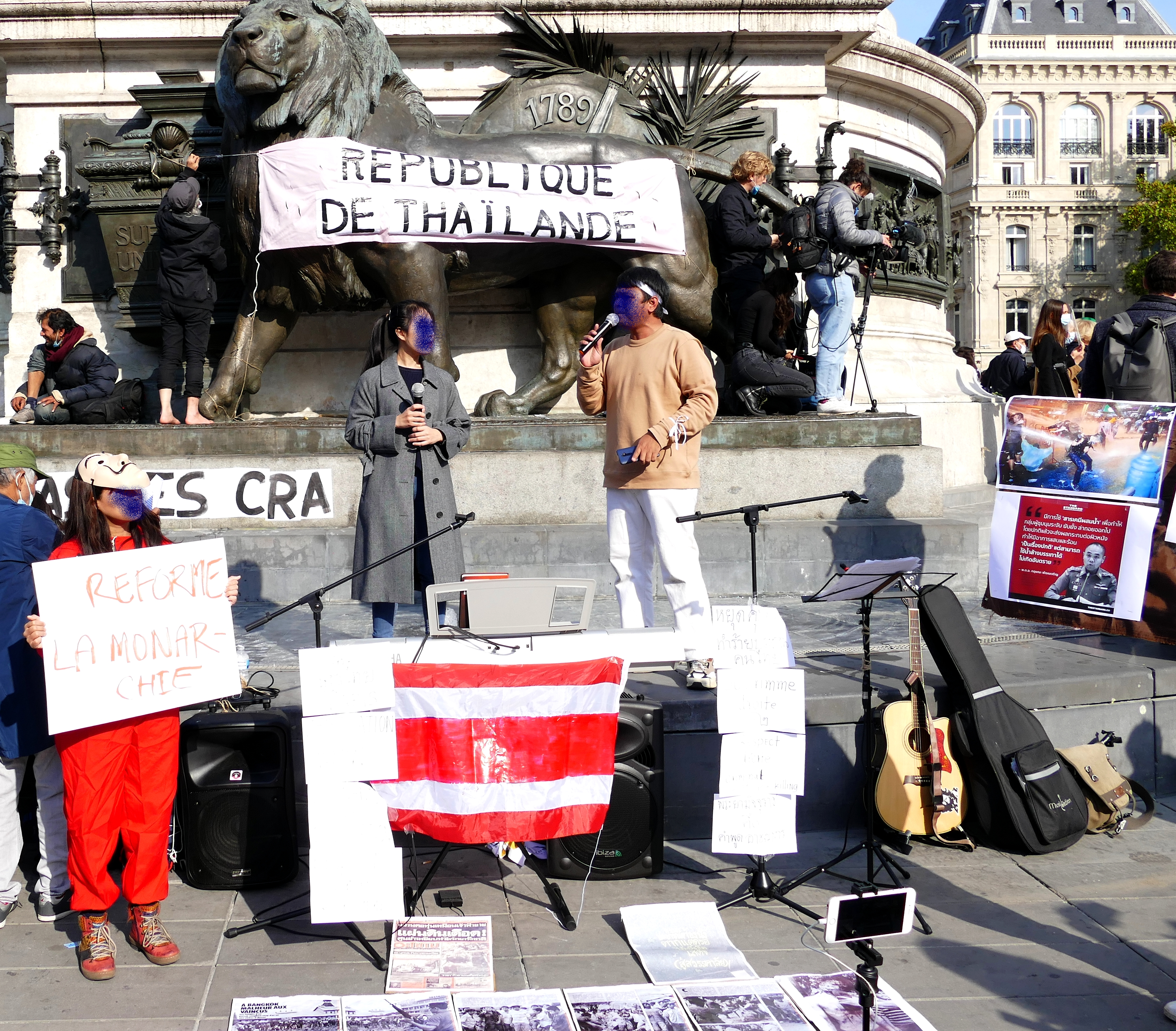
Opposants à la monarchie thaïlandaise manifestant à Paris le 18 octobre 2020.

En juillet 2020, des manifestations émaillées de tensions avec les forces de l'ordre éclatent à Bangkok. Les manifestants, principalement des étudiants dans un premier temps, réclament la fin de la monarchie constitutionnelle en place dans le pays depuis 1932, et veulent « mettre un terme à la répression diligentée par l’armée avec la caution de la monarchie » et « questionner la responsabilité du roi », jugé trop autoritaire et entouré de généraux ultra-royalistes. Les manifestants jugent que la monarchie devient trop excessive, et exigent un « retour à la démocratie ». Les manifestations s'intensifient au mois d'août,.

## Succession future
Le prince Dipangkorn, fils du roi, qui est issu d'une union ultérieure, est destiné à succéder à son père, mais il n'a pas le titre de prince héritier de Thaïlande. En effet, la loi de succession de 1924 précise que « le titre de prince héritier est conféré au premier-né du roi et de son épouse royale », or le divorce de ses parents en 2014 retire à sa mère cette qualité. Sa position reste donc incertaine, mais c'est bien lui qui devrait succéder au roi si ce dernier venait à disparaître.

## Décorations

### Nationales
- Grand-maître de l'ordre des Neuf gemmes.
- Médaille du chiffre royal

### Étrangères
- Grand-croix de l’ordre du Mérite de la République fédérale d'Allemagne
- Chevalier de l’ordre de l'Éléphant (Danemark)
- Grand-croix de l'ordre de Charles III (Espagne)
- Grand-cordon de l'ordre du Chrysanthème (Japon)
- Grand-croix de l'ordre de la couronne (Pays-Bas)

- Médaille du roi Willem-Alexander (Pays-Bas)
- Grand-croix de l'ordre du Soleil (Pérou)
- Grand-croix de l'ordre d'Aviz (Portugal)
- Chevalier grand-commandeur de l'ordre du Défenseur du Royaume (Malaisie)
- Grand-cordon de l'ordre royal de la famille Terengganu (en) (Malaisie)
- Chevalier grand-croix de l'ordre royal de Victoria (Royaume-Uni)
- Chevalier de l'ordre des Séraphins (Suède)

## Ascendance
|  |                                                         |  |  |  |  |  |  |  |  |  |  |  |  |  |  |  |
|  | 16. Mongkut (Rama IV)                                   |  |  |  |  |  |  |  |  |  |  |  |  |  |  |  |
|  |                                                         |  |  |  |  |  |  |  |  |  |  |  |  |  |  |  |
|  |                                                         |  |  |  |  |  |  |  |  |  |  |  |  |  |  |  |
|  | 8. Chulalongkorn (Rama V)                               |  |  |  |  |  |  |  |  |  |  |  |  |  |  |  |
|  |                                                         |  |  |  |  |  |  |  |  |  |  |  |  |  |  |  |
|  |                                                         |  |  |  |  |  |  |  |  |  |  |  |  |  |  |  |
|  | 17. Debsirindra                                         |  |  |  |  |  |  |  |  |  |  |  |  |  |  |  |
|  |                                                         |  |  |  |  |  |  |  |  |  |  |  |  |  |  |  |
|  |                                                         |  |  |  |  |  |  |  |  |  |  |  |  |  |  |  |
|  | 4. Mahidol Adulyadej, prince de Songkhla                |  |  |  |  |  |  |  |  |  |  |  |  |  |  |  |
|  |                                                         |  |  |  |  |  |  |  |  |  |  |  |  |  |  |  |
|  |                                                         |  |  |  |  |  |  |  |  |  |  |  |  |  |  |  |
|  | 18. Mongkut (Rama IV) (= 16)                            |  |  |  |  |  |  |  |  |  |  |  |  |  |  |  |
|  |                                                         |  |  |  |  |  |  |  |  |  |  |  |  |  |  |  |
|  |                                                         |  |  |  |  |  |  |  |  |  |  |  |  |  |  |  |
|  | 9. Savang Vadhana                                       |  |  |  |  |  |  |  |  |  |  |  |  |  |  |  |
|  |                                                         |  |  |  |  |  |  |  |  |  |  |  |  |  |  |  |
|  |                                                         |  |  |  |  |  |  |  |  |  |  |  |  |  |  |  |
|  | 19. Piam Sucharitakul                                   |  |  |  |  |  |  |  |  |  |  |  |  |  |  |  |
|  |                                                         |  |  |  |  |  |  |  |  |  |  |  |  |  |  |  |
|  |                                                         |  |  |  |  |  |  |  |  |  |  |  |  |  |  |  |
|  | 2. Bhumibol Adulyadej (Rama IX)                         |  |  |  |  |  |  |  |  |  |  |  |  |  |  |  |
|  |                                                         |  |  |  |  |  |  |  |  |  |  |  |  |  |  |  |
|  |                                                         |  |  |  |  |  |  |  |  |  |  |  |  |  |  |  |
|  | 20. Chum Chukramol                                      |  |  |  |  |  |  |  |  |  |  |  |  |  |  |  |
|  |                                                         |  |  |  |  |  |  |  |  |  |  |  |  |  |  |  |
|  |                                                         |  |  |  |  |  |  |  |  |  |  |  |  |  |  |  |
|  | 10. Chu Chukramol                                       |  |  |  |  |  |  |  |  |  |  |  |  |  |  |  |
|  |                                                         |  |  |  |  |  |  |  |  |  |  |  |  |  |  |  |
|  |                                                         |  |  |  |  |  |  |  |  |  |  |  |  |  |  |  |
|  | 5. Srinagarindra                                        |  |  |  |  |  |  |  |  |  |  |  |  |  |  |  |
|  |                                                         |  |  |  |  |  |  |  |  |  |  |  |  |  |  |  |
|  |                                                         |  |  |  |  |  |  |  |  |  |  |  |  |  |  |  |
|  | 11. Kham Chukramol                                      |  |  |  |  |  |  |  |  |  |  |  |  |  |  |  |
|  |                                                         |  |  |  |  |  |  |  |  |  |  |  |  |  |  |  |
|  |                                                         |  |  |  |  |  |  |  |  |  |  |  |  |  |  |  |
|  | 23. Pha                                                 |  |  |  |  |  |  |  |  |  |  |  |  |  |  |  |
|  |                                                         |  |  |  |  |  |  |  |  |  |  |  |  |  |  |  |
|  |                                                         |  |  |  |  |  |  |  |  |  |  |  |  |  |  |  |
|  | 1. Vajiralongkorn (Rama X)                              |  |  |  |  |  |  |  |  |  |  |  |  |  |  |  |
|  |                                                         |  |  |  |  |  |  |  |  |  |  |  |  |  |  |  |
|  |                                                         |  |  |  |  |  |  |  |  |  |  |  |  |  |  |  |
|  | 24. Chulalongkorn (Rama V) (= 8)                        |  |  |  |  |  |  |  |  |  |  |  |  |  |  |  |
|  |                                                         |  |  |  |  |  |  |  |  |  |  |  |  |  |  |  |
|  |                                                         |  |  |  |  |  |  |  |  |  |  |  |  |  |  |  |
|  | 12. Kitiyakara Voralaksana, prince de Chanthaburi       |  |  |  |  |  |  |  |  |  |  |  |  |  |  |  |
|  |                                                         |  |  |  |  |  |  |  |  |  |  |  |  |  |  |  |
|  |                                                         |  |  |  |  |  |  |  |  |  |  |  |  |  |  |  |
|  | 25. Uam Bisalayabutra                                   |  |  |  |  |  |  |  |  |  |  |  |  |  |  |  |
|  |                                                         |  |  |  |  |  |  |  |  |  |  |  |  |  |  |  |
|  |                                                         |  |  |  |  |  |  |  |  |  |  |  |  |  |  |  |
|  | 6. Nakkhatra Mangkala Kitiyakara, prince de Chanthaburi |  |  |  |  |  |  |  |  |  |  |  |  |  |  |  |
|  |                                                         |  |  |  |  |  |  |  |  |  |  |  |  |  |  |  |
|  |                                                         |  |  |  |  |  |  |  |  |  |  |  |  |  |  |  |
|  | 26. Devan Uthaivongse, prince Devavongse Varoprakarn    |  |  |  |  |  |  |  |  |  |  |  |  |  |  |  |
|  |                                                         |  |  |  |  |  |  |  |  |  |  |  |  |  |  |  |
|  |                                                         |  |  |  |  |  |  |  |  |  |  |  |  |  |  |  |
|  | 13. Apsarasaman Devakula                                |  |  |  |  |  |  |  |  |  |  |  |  |  |  |  |
|  |                                                         |  |  |  |  |  |  |  |  |  |  |  |  |  |  |  |
|  |                                                         |  |  |  |  |  |  |  |  |  |  |  |  |  |  |  |
|  | 27. Yai Sucharitakul                                    |  |  |  |  |  |  |  |  |  |  |  |  |  |  |  |
|  |                                                         |  |  |  |  |  |  |  |  |  |  |  |  |  |  |  |
|  |                                                         |  |  |  |  |  |  |  |  |  |  |  |  |  |  |  |
|  | 3. Sirikit Kitiyakara                                   |  |  |  |  |  |  |  |  |  |  |  |  |  |  |  |
|  |                                                         |  |  |  |  |  |  |  |  |  |  |  |  |  |  |  |
|  |                                                         |  |  |  |  |  |  |  |  |  |  |  |  |  |  |  |
|  | 28. Sai Sanidvongs                                      |  |  |  |  |  |  |  |  |  |  |  |  |  |  |  |
|  |                                                         |  |  |  |  |  |  |  |  |  |  |  |  |  |  |  |
|  |                                                         |  |  |  |  |  |  |  |  |  |  |  |  |  |  |  |
|  | 14. Sadan Sanidvongs                                    |  |  |  |  |  |  |  |  |  |  |  |  |  |  |  |
|  |                                                         |  |  |  |  |  |  |  |  |  |  |  |  |  |  |  |
|  |                                                         |  |  |  |  |  |  |  |  |  |  |  |  |  |  |  |
|  | 29. Khian Sasisamit                                     |  |  |  |  |  |  |  |  |  |  |  |  |  |  |  |
|  |                                                         |  |  |  |  |  |  |  |  |  |  |  |  |  |  |  |
|  |                                                         |  |  |  |  |  |  |  |  |  |  |  |  |  |  |  |
|  | 7. Bua Sanidvongs                                       |  |  |  |  |  |  |  |  |  |  |  |  |  |  |  |
|  |                                                         |  |  |  |  |  |  |  |  |  |  |  |  |  |  |  |
|  |                                                         |  |  |  |  |  |  |  |  |  |  |  |  |  |  |  |
|  | 30. Ruai Bunyathon                                      |  |  |  |  |  |  |  |  |  |  |  |  |  |  |  |
|  |                                                         |  |  |  |  |  |  |  |  |  |  |  |  |  |  |  |
|  |                                                         |  |  |  |  |  |  |  |  |  |  |  |  |  |  |  |
|  | 15. Bang Bunyathon                                      |  |  |  |  |  |  |  |  |  |  |  |  |  |  |  |
|  |                                                         |  |  |  |  |  |  |  |  |  |  |  |  |  |  |  |
|  |                                                         |  |  |  |  |  |  |  |  |  |  |  |  |  |  |  |
|  | 31. Wae Na Bangxang                                     |  |  |  |  |  |  |  |  |  |  |  |  |  |  |  |
|  |                                                         |  |  |  |  |  |  |  |  |  |  |  |  |  |  |  |
|  |                                                         |  |  |  |  |  |  |  |  |  |  |  |  |  |  |  |

## Titres et honneurs

### Titulature
- 28 juillet 1972 - 1er décembre 2016 : Son Altesse royale le prince héritier ;
- depuis le 1er décembre 2016 : Sa Majesté le roi.

## Sources
- Courte biographie